# Stripes
Stripes (rayas, bandas) es un Marco para aplicaciones Web basado en el modelo de Modelo Vista Controlador (MVC). Su objetivo es ser un marco de software más ligero que Struts utilizando tecnologías Java como annotations de Java y generics de Java que se introdujeron en Java 1.5, para lograr la "Convención sobre configuración". Esto subraya la idea de que un conjunto de convenciones simples utilizados a través del marco reduce la sobrecarga de configuración. En la práctica, esto significa que las aplicaciones de Stripes apenas necesitan los archivos de configuración, reduciendo así el trabajo de desarrollo y mantenimiento.

## Características
- Acción basada en el Modelo Vista Controlador (MVC).
- No hay archivos de configuración.
- Objetos POJO.
- Anotaciones reemplazan archivos de configuración XML.
- Enlace de parámetro flexible y simple.
- URLs amigables de motor de búsqueda.
- Se ejecuta en el contenedor de web J2EE.
- Integración de JUnit.
- Fácil internacionalización.
- Soporte de asistente
- Diseños JSP
- Plantillas JSP o FreeMaker como vista.
- Integración con Spring.
- Soporte de JPA
- Compatibilidad con AJAX.
- Soporte de fileupload.
- Compatible con Google App Engine.
- Código Abierto
- Ligero

## Ejemplo
Una aplicación de Stripes de Hello World, con sólo dos archivos:
HelloAction.java
```
import
 
net.sourceforge.stripes.action.ActionBean
;

import
 
net.sourceforge.stripes.action.ActionBeanContext
;

import
 
net.sourceforge.stripes.action.DefaultHandler
;

import
 
net.sourceforge.stripes.action.ForwardResolution
;

import
 
net.sourceforge.stripes.action.Resolution
;

import
 
net.sourceforge.stripes.action.UrlBinding
;

@UrlBinding
(
"/hello-{name=}.html"
)

public
 
class
 
HelloAction
 
implements
 
ActionBean
 
{

    
private
 
ActionBeanContext
 
context
;

    
private
 
String
 
name
;

    
public
 
ActionBeanContext
 
getContext
()
 
{

        
return
 
context
;

    
}

    
public
 
void
 
setContext
(
ActionBeanContext
 
context
)
 
{

        
this
.
context
 
=
 
context
;

    
}

    
public
 
void
 
setName
(
String
 
name
)
 
{

        
this
.
name
 
=
 
name
;

    
}

    
public
 
String
 
getName
()
 
{

        
return
 
name
;

    
}

    
@DefaultHandler

    
public
 
Resolution
 
view
()
 
{

        
return
 
new
 
ForwardResolution
(
“
/
WEB
-
INF
/
HelloWorld
.
jsp
”
);

    
}

}

```

HelloWorld.jsp
```
<html><body>

    
Hello
 
${actionBean.name}
<br
 
/>

    
<br
 
/>

    
<s:link
 
beanclass=
"HelloAction"
><s:param
 
name=
"name"
 
value=
"John"
/>
Try
 
again
</s:link><br
 
/>

</body></html>

```

No hay archivos de configuración adicionales necesarios.